# Paolo Di Girolamo
Paolo Di Girolamo (Terracina, 12 gennaio 1994) è un canottiere italiano.

## Palmarès
- Europei juniores:

Europei juniores di canottaggio 2011: oro nell'8
Europei juniores di Canotaggio 2012: oro nel 4 senza
- Mondiali juniores:

Plovdiv 2012: oro nel 4 senza
- Campionati del mondo di canottaggio under 23

Campionati del mondo di canottaggio under 23 2013: oro nel 4 senza pesi leggeri.
Campionati del mondo di canottaggio under 23 2014: bronzo nel 4 senza pesi leggeri
Campionati del mondo di canottaggio under 23 2015: oro nel 4 senza pesi leggeri
Campionati del mondo di canottaggio under 23 2016: oro nel 4 senza pesi leggeri
- Campionati del mondo di canottaggio

Chungju 2013: oro nell'8 pesi leggeri.
Plovdiv 2018: argento nel 4 di coppia pesi leggeri.
- Campionati europei di canottaggio

Glasgow 2018: oro nel 4 di coppia pesi leggeri.